# رویداد انقراض پرمین–تریاس
انقراض پرمین بزرگ‌ترین انقراضی بود که در زمین رخ داده‌است که به آن به‌طور غیررسمی «مرگ بزرگ» هم می‌گویند. این رویداد در ۲۵۱٫۴ میلیون سال (حدود یک سال کهکشانی) پیش رخ داد که تشکیل مرز بین دوره پرمین و تریاس زمین‌شناسی است. ۹۶٪ از تمام گونه‌های دریایی، ۷۰٪ از مهره‌داران زمینی منقرض شدند. این تنها انقراض شناخته شده حشرات است. از آنجایی که تنوع زیستی قابل توجه‌ای از موجودات از بین رفته بود مدت درازتری نسبت به دیگر انقراض‌ها طول کشید تا حیات دوباره به زمین بازگردد.
محققان براین عقیده‌اند که ۱ تا ۳ فاز مجزا از انقراض در این عصر رخ داده‌است. چندین سازوکار برای انقراض در این دوره پیشنهاد شده‌است. مرحله اولیه انقراض در اثر تغییرهای تدریجی محیط زیستی بوده‌است، در حالی که در مرحله بعد انقراض در اثر یک حادثه فاجعه بار صورت گرفته‌است
مکانیزم پیشنهادی برای حادثه فاجعه بار شامل این موارد است. آتشفشان‌ها و فوران‌های بازالتی (که آثار آن در سیبری و شمال چین موجود است) که به مدت ۱ میلیون سال به طول انجامید به موجب این پدیده گازهای سمی همچون دی‌اکسید گوگرد در اتمسفر پخش شد که باعث کاهش نور دریافتی خورشید گردید و زمین وارد یک عصر یخبندان شد. سپس گاز دیگری به نام سولفید دی هیدروژن به خاطر کمبود اکسیژن که از فساد مواد آلی در دریاها تولید می‌شود در اتمسفر پخش شد که باعث خفگی اکثر موجودات گردید.
بعد از پایان فعالیت‌های آتشفشانی گاز گلخانه ای متان یا دی‌اکسید کربن در فضا پخش شد که باعث گرم شدن آنی زمین شد در این دوره حدود ۹۵٪ موجودات منقرض شدند و بعد از این دوره با انقراض اکثر موجودات خزندگان بودند که بیشترین تطبیق را یافتند که به حاکم بلامنازع دوره مزوزوئیک تبدیل شدند

## آغاز زنده شدن دوباره زمین
اینکه چرا حدود پنج میلیون سال طول کشید تا زمین پس از مرگش در اثر این انقراض، زنده شود از پرسش‌های طولانی دانشمندان به‌شمار می‌رفت. این در حالی است که در سایر رخدادهای مشابه، این زنده شدن زمین حدود چندهزار سال بیشتر زمان نمی‌برد. پژوهشی انجام شده توسط تیم پژوهشی پل ویگنال (Paul Wignall)، دیرین‌شناس دانشگاه لیدز، نشان می‌دهد که گرمای زمین در آن هنگام، که باعث شده بود دمای سطحی دریاهای عصر مابعد پرمیان به ۴۰ درجه سانتیگراد برسد، مانع از این احیا می‌شد. این گرما حتی باعث نابودی حلزون‌های سخت‌جان و صدف‌های دوکفه‌ای شد. به نظر می‌رسد که اگر گیاهان استوا در آن هنگام وجود نداشتند و دی‌اکسید کربن هوا را نمی‌گرفتند تا از آن راه دمای جو اندکی پایین بیاید، زندگی هیچ‌گاه به زمین بازنمی‌گشت.